# Alfrēds Rubiks
Alfrēds Rubiks (russisk: Альфре́д Петро́вич Ру́бикс; 24. september 1935 i Daugavpils i Letland) er en lettisk socialistisk politiker og tidligere leder af Letlands Kommunistparti. For tiden er han europaparlamentsmedlem for Letland. I Europaparlamentet er han medlem af Forenede Europæiske Venstrefløj/Nordisk Grønne Venstre.
Rubiks var formand for Rigas Byråds eksekutivkomité fra 1984 til 1990, reelt den sidste kommunistiske borgmester i byen. Han var medlem af Sovjetunionens Kommunistiske Partis politbureau fra juli 1990 til dets nedlæggelse den 24. august 1991. Som leder af Letlands Kommunistparti i 1991 modsatte han sig Letlands uafhængighed af Sovjetunionen, og sad fængslet for at forsøge at vælte den nye demokratiske regering. På trods af sin fængsling, så var Rubiks præsidentkandidat i 1996 til valget som Letlands præsident, men tabte til Guntis Ulmanis. Rubiks blev løsladt i 1997 for god opførsel, og han blev formand for Letlands Socialistparti i 1999, og blev siden valgt som europaparlamentsmedlem i 2009.
På grund af sin tidligere forbindelse til Letlands Kommunistparti efter januar 1991, er det ikke tilladt for Rubiks, at stille op til et valgbart embede i Letland ifølge lettisk lov.